# Microserica hobokoana
Microserica hobokoana är en skalbaggsart som beskrevs av Moser 1922. Microserica hobokoana ingår i släktet Microserica och familjen Melolonthidae. Inga underarter finns listade i Catalogue of Life.